# Tarma (Perù)
Tarma è una città del Perù, capoluogo dell'omonima provincia, nella regione di Junín.